# Käglinge

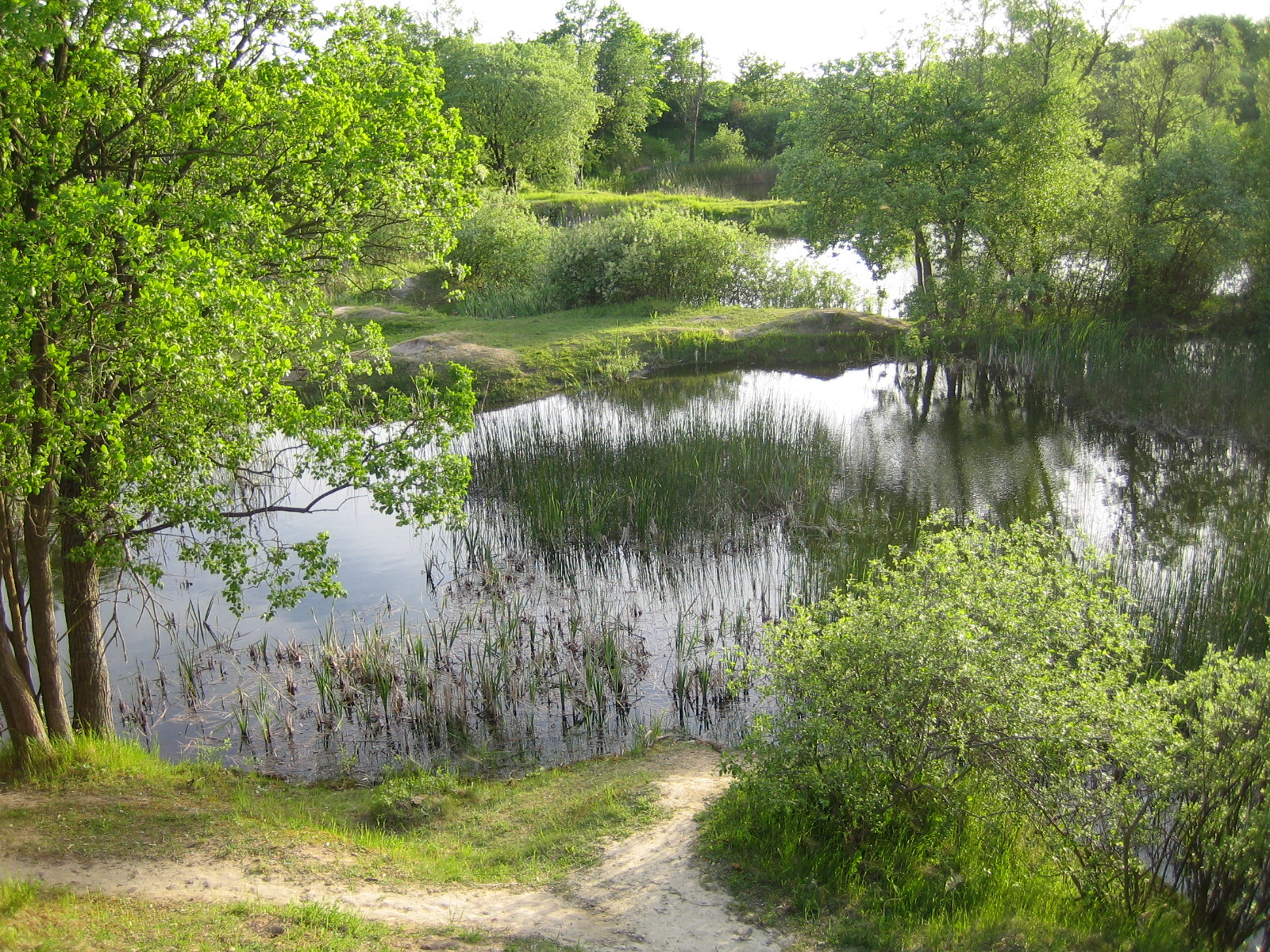
Dammar på Käglinge naturområde

Käglinge är en tidigare tätort, ursprungligen en by, som sedan 1990 är sammanvuxen med Oxie i sydöstra delen av Malmö kommun. I dessa trakter börjar jordbrukslandskapet Söderslätt. Själva bynamnet är belagt sedan mitten av 1300-talet.
Käglinge är idag ett delområde i malmöstadsdelen Oxie. Det ligger vid Kägligevägen, söder om Galgebacksvägen i Oxie tätort. Området består i huvudsak av villor och radhus, många av dem från 1980-talet. Söder om Kägligevägen byggs ytterligare en del radhus.
Vid Tingdammen ligger Tingdammsskolan och Linbärets förskola. Käglinge förskola finns också i området.
Vid Käglingevägen ligger Gustav Pålssons gård från 1820. Längre västerut finns Käglingeparkens naturområde och längst i öster finns Rönnebäcks golfklubb.

## Historia
Trakten har varit bebod sedan årtusenden, och många fornminnen har hittats i området. Arkeologiska undersökningar i Käglinge har givit fynd från vikingatiden och man konstaterar att byn har varit kontinuerligt bebodd sedan dess.
Ortnamnet är belagt från 1330-talet, och stavningen antyder uttalet Tjejlinge, som inte förändrades så mycket förrän det byggdes villor på 1960-talet och folk från andra orter flyttade in.
Käglinge ligger intill Landsvägen, länsväg 101 från Malmö till Ystad.  Sedan senmedeltiden har Käglinge varit en av Glostorps sockens tre byar, men låg egentligen något närmre Oxie kyrka. Byns gårdar låg samlade i närheten av Käglinge gamla skola fram till storskiftet 1778, följt av enskifte och slutligen laga skifte 50 år senare, med resultatet att gårdarna flyttats ut ur byn.

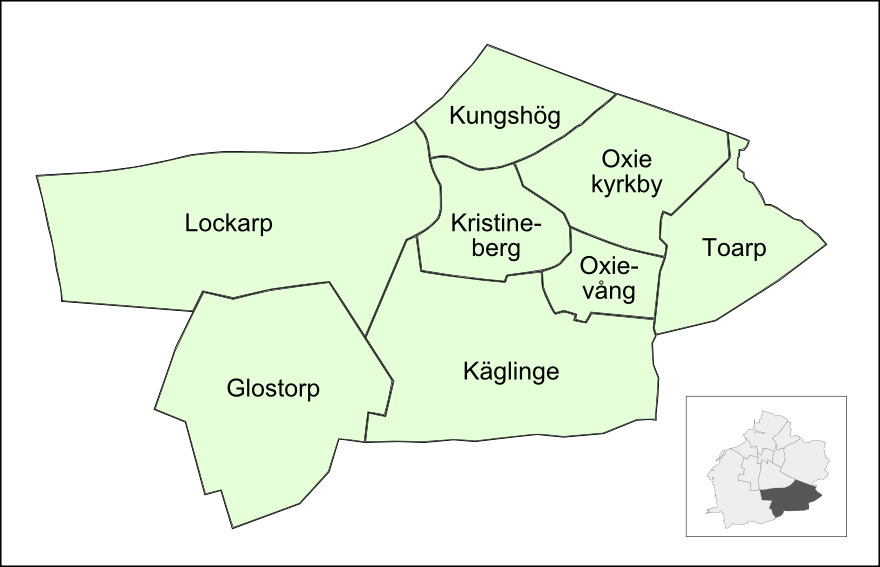
Delområden i stadsdelen Oxie

1952 anslöts Glostorps landskommun till Oxie i en "storkommun" som 1967 blev en del av Malmö stad. Dagens villaområden växte fram under sextiotalet. Sedan dess har byn expanderat kontinuerligt, så att Käglinge numera övergår omärkbart i Oxie, och sedan 1990 ingår i Oxie tätort.

### Befolkningsutveckling
| Befolkningsutvecklingen i Käglinge 1960–1980                                          | Befolkningsutvecklingen i Käglinge 1960–1980 | Befolkningsutvecklingen i Käglinge 1960–1980 | Befolkningsutvecklingen i Käglinge 1960–1980 | Befolkningsutvecklingen i Käglinge 1960–1980 |
| ------------------------------------------------------------------------------------- | -------------------------------------------- | -------------------------------------------- | -------------------------------------------- | -------------------------------------------- |
|                                                                                       |                                              |                                              |                                              |                                              |
| År                                                                                    |                                              |                                              | Folkmängd                                    |                                              |
| 1960                                                                                  | 1960                                         |                                              | 286                                          |                                              |
| 1965                                                                                  | 1965                                         |                                              | 430                                          |                                              |
| 1970                                                                                  | 1970                                         |                                              | 515                                          |                                              |
| 1975                                                                                  | 1975                                         |                                              | 607                                          |                                              |
| 1980                                                                                  | 1980                                         |                                              | 642                                          |                                              |
| Anm.: Sammanvuxen med Oxie 1990 och vidare med Kristineberg 2010 samt med Toarp 2015. |                                              |                                              |                                              |                                              |

## Kommunikationer

### Tåg
Närmaste station är Oxie station på Ystadbanan mellan Malmö och Ystad.

### Busstrafik
Alla bussar inom Skånetrafiken som stannar eller genomkorsar Käglinge:
- Stadsbuss Malmö, Linje 1: Kristineberg - Jägersro - Elinegård
- Stadsbuss Malmö, Linje 32: Käglinge - Centralen - Norra hamnen
- Stadsbuss Malmö, Linje 56: Käglinge - Lindängen